# Мексиканские экспедиционные ВВС

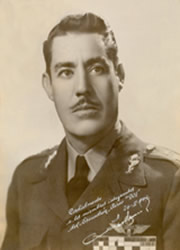
Антонио Карденас Родригес — командир Мексиканских экспедиционных ВВС

Мексиканские экспедиционные ВВС (исп. Fuerza Aérea Expedicionaria Mexicana) — подразделение мексиканских вооружённых сил, непосредственно принимавшее участие во Второй мировой войне (1939—1945 гг.) на стороне стран антигитлеровской коалиции.

## Предпосылки создания

SBD5 Мексиканских ВВС

После нападения японцев на Пёрл-Харбор 7 декабря 1941 года Мексика, вместе со многими другими латиноамериканскими странами, разорвала дипломатические отношения с Германией, Италией и Японией.
Одновременно были предприняты меры по мобилизации ВВС страны (Fuerza Aerea Mexicana, FAM) для патрулирования тихоокеанского побережья и Мексиканского залива.
13 мая 1942 года около Майами немецкая подлодка U-564 потопила мексиканский танкер «Потреро дель Йано» (Potrero del Llano, 4000 т., погибло 14 моряков). Через неделю жертвой U-106 стал танкер «Фаха де Оро» (Faja de Oro, 6067 т.), совершавший рейс из США на Кубу (это был итальянский корабль, конфискованный в самом начале войны).
После этих атак мексиканский президент генерал Камачо 28 мая 1942 года объявил войну гитлеровской Германии и её союзникам.
Первое боевое столкновение произошло 7 июля 1942 года в 15 милях севернее Тампико. В это время в мексиканских прибрежных водах оперировала лодка U-129 под командованием Ганса Витта, которая 26 июня потопила танкер «Тушпам» (Tuxpam, 7008 т.) и 27 июня — судно «Лас Чоапас» (Las Choapas, 2005 т.).
Мексиканский лётчик майор Норьега впоследствии вспоминал:
В тот день я был на боевом дежурстве и получил радиосообщение от пилота коммерческого самолета о подводной лодке. Я немедленно взлетел на своем АТ-6 с двумя 100-фунтовыми бомбами. После прибытия на место я обнаружил только волны от погружающейся подводной лодки. Однако после получения «добро» от берегового командования я сбросил обе бомбы. После чего я передал координаты и ушел домой, оставив немцев «на попечение» американских бомбардировщиков. После дозаправки я снова взлетел и на месте своей атаки обнаружил лишь пятна мазута
В действительности U-129 не была потоплена. Лишь 18 августа 1944 года лодка была уничтожена собственным экипажем в Бордо под угрозой захвата высадившимися во Франции войсками противника.
Мексиканское руководство было настроено расширять военное сотрудничество с США и направить свои подразделения непосредственно в районы боевых действий. Для того, чтобы перенять опыт у американских пилотов, уже успевших повоевать, в начале 1944 года на авиабазе морской авиации Норт-Айленд в Сан-Диего появились семь мексиканских пилотов под командованием капитана Карлоса Сервантеса Переса.
Кроме того, они должны были освоить пикирующие бомбардировщики SBD-5 «Донтлесс» (США поставило Мексике 20 самолётов этого типа в сухопутной модификации А24В).
Через полгода подготовки, 2 июля президент Мексики Мануэль Авила Камачо торжественно объявил о направлении мексиканского авиационного корпуса для войны на Тихом океане.

## Боевой путь экспедиционного корпуса

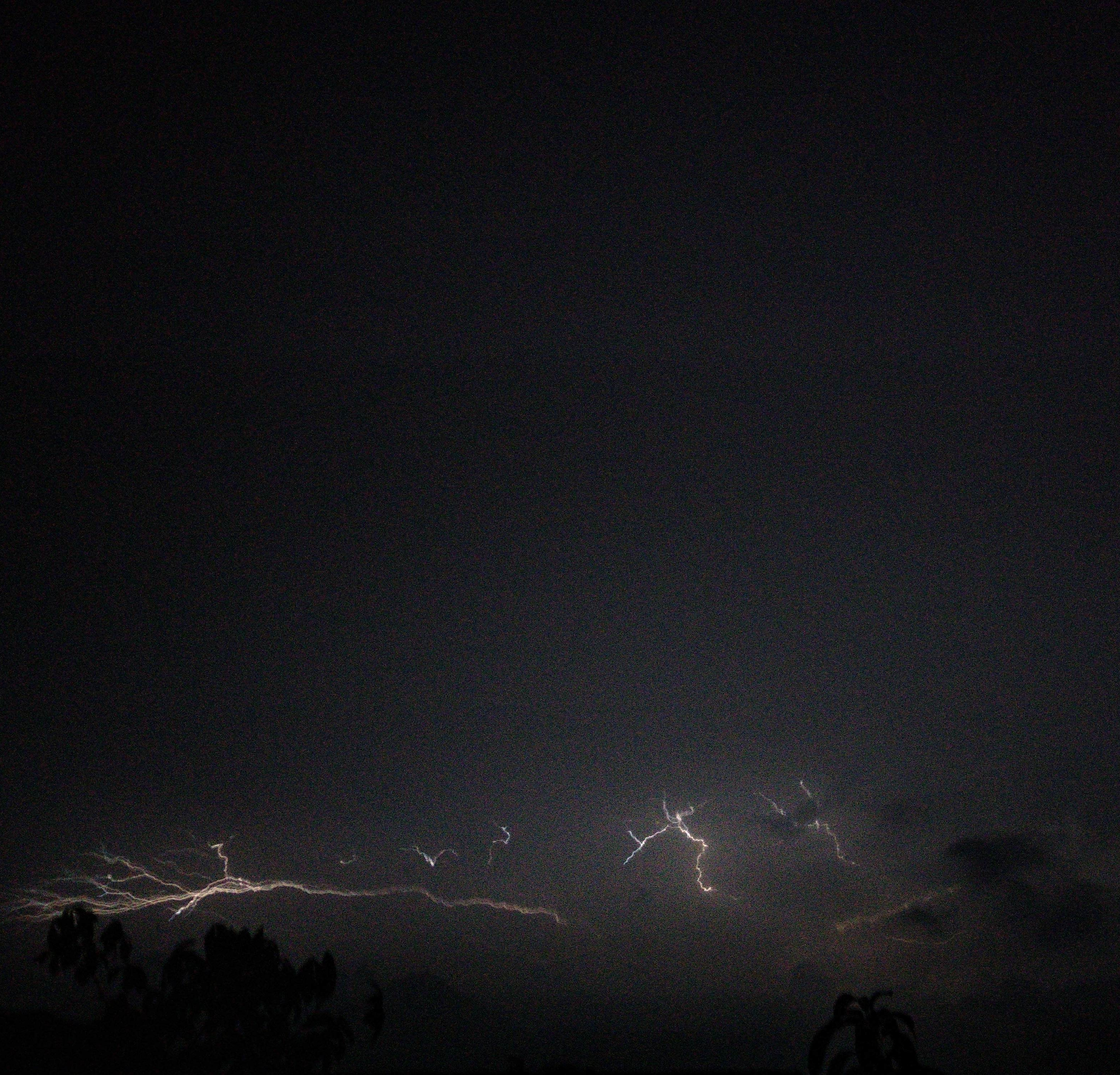
Р-47 «Тандерболт» 201-й эскадрилии

Мексиканские экспедиционные ВВС (Fuerza Aérea Expedicionaria Mexicana) состояли из единственной 201-й эскадрильи, на вооружении которой состояли истребители P-47 «Тандерболт» из состава 384-й и 385-й истребительных групп USAAF, которые перевооружались на новые «Мустанги».
В это подразделение отбирали лучших лётчиков и механиков со всей страны. В итоге в него вошли 38 пилотов и около 260 человек наземного персонала.
На Филиппины мексиканцы прибыли в мае 1945 года. Командовал подразделением полковник Антонио Карденас Родригес (Antonio Cárdenas Rodríguez), а эскадрильей — капитан Радамес Гасиола Андраде (Radamés Gaxiola Andrade). Эскадрилью подчинили командованию 58-й Истребительной группы ВВС США. До июня мексиканцы летали только под командованием американцев и только в составе смешанных групп, но вскоре им разрешили самостоятельные вылеты.
Эскадрилия имела неофициальное название Aguilas Aztecas («Ацтекские Орлы»).
Первоначально мексиканцы поддерживали наступление американской армии на острове Лусон. Поскольку японская авиация на Филиппинах была уже фактически уничтожена, им приходилось летать только на разведку и штурмовку вражеских позиций.
При этом недостаточное знание английского языка мексиканскими пилотами в боевой обстановке приводило к неточному выполнению команд американских авианаводчиков, из-за чего произошло несколько случаев «дружественного огня», в которых погибли американские военнослужащие.
Ввиду этого мексиканцев перенаправили на операции против японских объектов на острове Формоза (ныне — Тайвань). Мексиканские пилоты также осуществляли прикрытие американских конвоев от японской авиации.
После прекращения боевых действий, в ноябре 1945 года пилоты вернулись в Мексику (самолеты остались на Филиппинах, так как изначально передавались на условиях «ленд-лиза»), где сразу стали национальными героями — президент лично наградил их специально отчеканенными медалями. По их возвращении экспедиционные ВВС прекратили своё существование.
31 пилот получил боевой опыт, потери составили пять человек. Один из них, Фаусто Вега Сантандер, был сбит зенитным огнём, остальные погибли в авариях из-за плохих погодных условий и отказов техники.
Результаты боевой работы 201-й (мексиканской) истребительной эскадрильи:
- Количество выполненных ударных вылетов — 85
- Вылетов на прикрытие — 6
- Штурмовых — 96
- Всего проведено в воздухе — 2824:00 часа
- Из них — в боевой обстановке — 591:00 час
- Сброшено бомб: 454-кг — 957 шт, 272-кг — 500 шт
- Израсходовано 12,7-мм патронов — 166922 шт
- Потеряно самолетов — 5
- Погибло пилотов — 5

## В современной Мексике
Исторические традиции «Ацтекских Орлов» продолжает Escuadrón Aéreo de Pelea 201 мексиканских ВВС, вооружённый легкими штурмовиками «Пилатус» PC-7.

## Некоторые известные военнослужащие
- Полковник Антонио Карденас Родригес получил звание бригадного генерала и с 1946 по 1952 год командовал военно-воздушными силами Мексики.
- Другой пилот экспедиционных ВВС, Фернандо Эрнандес Вега (Fernando Hernández Vega), тоже дослужился до генеральского звания и стал первым мексиканским лётчиком, совершившим полет на реактивном самолете.
- Два пилота впоследствии были личными пилотами мексиканских президентов: Карлос Гардуньо Нуньес (Carlos Garduño Núñez) — у президента Адольфо Лопеса Матеоса, Хакобо Эстрада Луна (Jacobo Estrada Luna) — у Мигеля Алемана.